# 브룩 애덤스 (프로레슬링 선수)

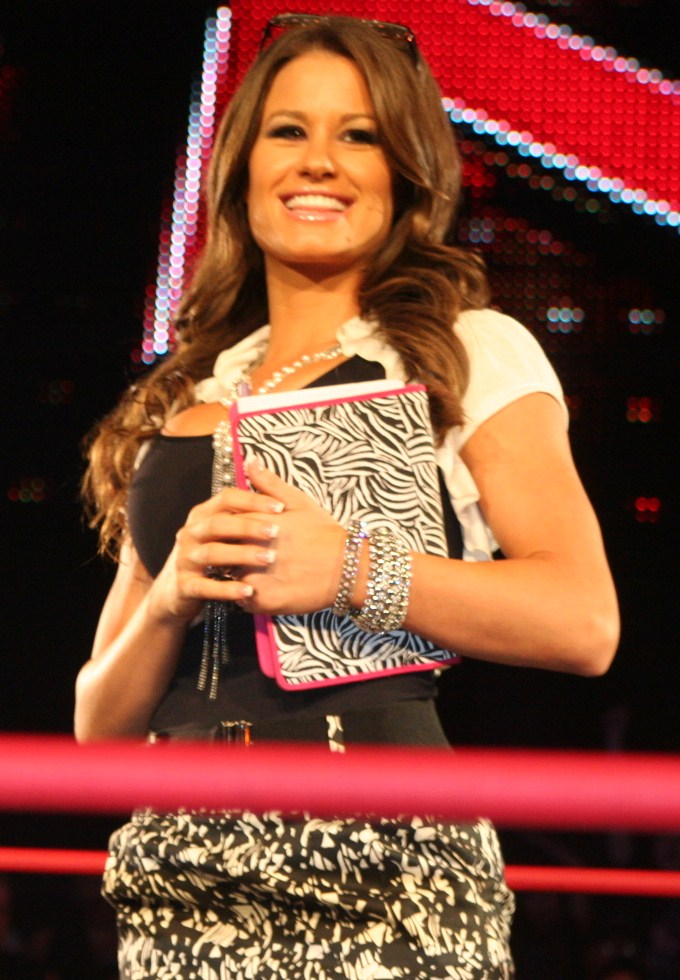
브룩 애덤스 (2010년)

브룩 애덤스(Brooke Adams, 1984년 12월 4일 ~ )는 미국의 여자 프로레슬링선수다. 키는 164cm 몸무게는 50kg이다.

## 수상
- TNA 넉아웃 챔피언 3회
- TNA 넉아웃 태그팀 챔피언 1회 - 타라 (1회)